# Dick van Dijk
Dirk Wouter Johannes „Dick“ van Dijk (15. února 1946 Gouda, Nizozemsko – 8. července 1997 Nice, Francie) byl nizozemský fotbalista, který hrával na pozici útočníka.

## Klubová kariéra
V dresu FC Twente nastřílel v sezóně 1968/69 30 gólů a stal se nejlepším střelcem Eredivisie (společně se Švédem Ove Kindvallem z Feyenoordu, který docílil stejného počtu gólů). Působil i ve Francii v OGC Nice a ve španělském klubu Real Murcia.

## Reprezentační kariéra
V letech 1969–1971 odehrál sedm zápasů za nizozemskou fotbalovou reprezentaci a vstřelil jednu branku. Svůj reprezentační debut absolvoval 26. března 1969 v kvalifikačním utkání proti Lucembursku, v zápase vstřelil gól a Nizozemsko vyhrálo 4:0.

### Reprezentační góly a zápasy
Góly Dicka van Dijka za A-tým Nizozemska
| Gól | Datum       | Stadion                        | Soupeř      | Skóre | Výsledek | Soutěž                 |
| --- | ----------- | ------------------------------ | ----------- | ----- | -------- | ---------------------- |
| 010 | 26. 3. 1969 | De Kuip, Rotterdam, Nizozemsko | Lucembursko | 2:0   | 4:0      | Kvalifikace na MS 1970 |

Zápasy Dicka van Dijka za A-tým Nizozemska
| Rok    | Zápasy | Góly |
| ------ | ------ | ---- |
| 1969   | 4      | 1    |
| 1970   | 2      | 0    |
| 1971   | 1      | 0    |
| Celkem | 7      | 1    |